# Paul Valéry
Paul Ambroise Toussaint Jules Valéry [valerí], francoski pesnik, esejist in filozof, * 30. oktober 1871,
Sète, † 20. julij 1945, Pariz.

## Življenje in delo
Pravo je študiral v Montpellieru. Leta 1891 se je v Parizu seznanil z Mallarméjem, ki je imel nanj velik vpliv. Po letu 1893 je prišel za stalno v Pariz, služil najprej v vojnem ministrstvu, nato v časopisni agenciji Havas. Potem ko vrsto let ni objavil ničesar, je leta 1917 naenkrat zaslovel. Odslej je veljal za največjega živečega francoskega lirika. Njegovo književno delo obsega pomembne esejistične spise v katerih je raziskoval pojavne oblike duha Različnost (Variété, 1933-1944) in v Mojem Faustu (Mon Faust, 1946) poskušal doseči popolno avtonomijo, ki zavrača sleherno transcedenco. Pesmi je objavil še v knjigah Mala Parka (La Jeune Parque, 1917), Morsko pokopališče (Le Cimetiére Marin, 1920), Čari (Charmes, 1922) in v Spevih (Charmes, 1922).. V slovenščini je v prevodu Boris A. Novaka leta 1992 izšel izbor njegovih pesmi.(COBISS)